# Lacinipolia suffusa
Lacinipolia suffusa là một loài bướm đêm trong họ Noctuidae.